# Copenhagen Contemporary

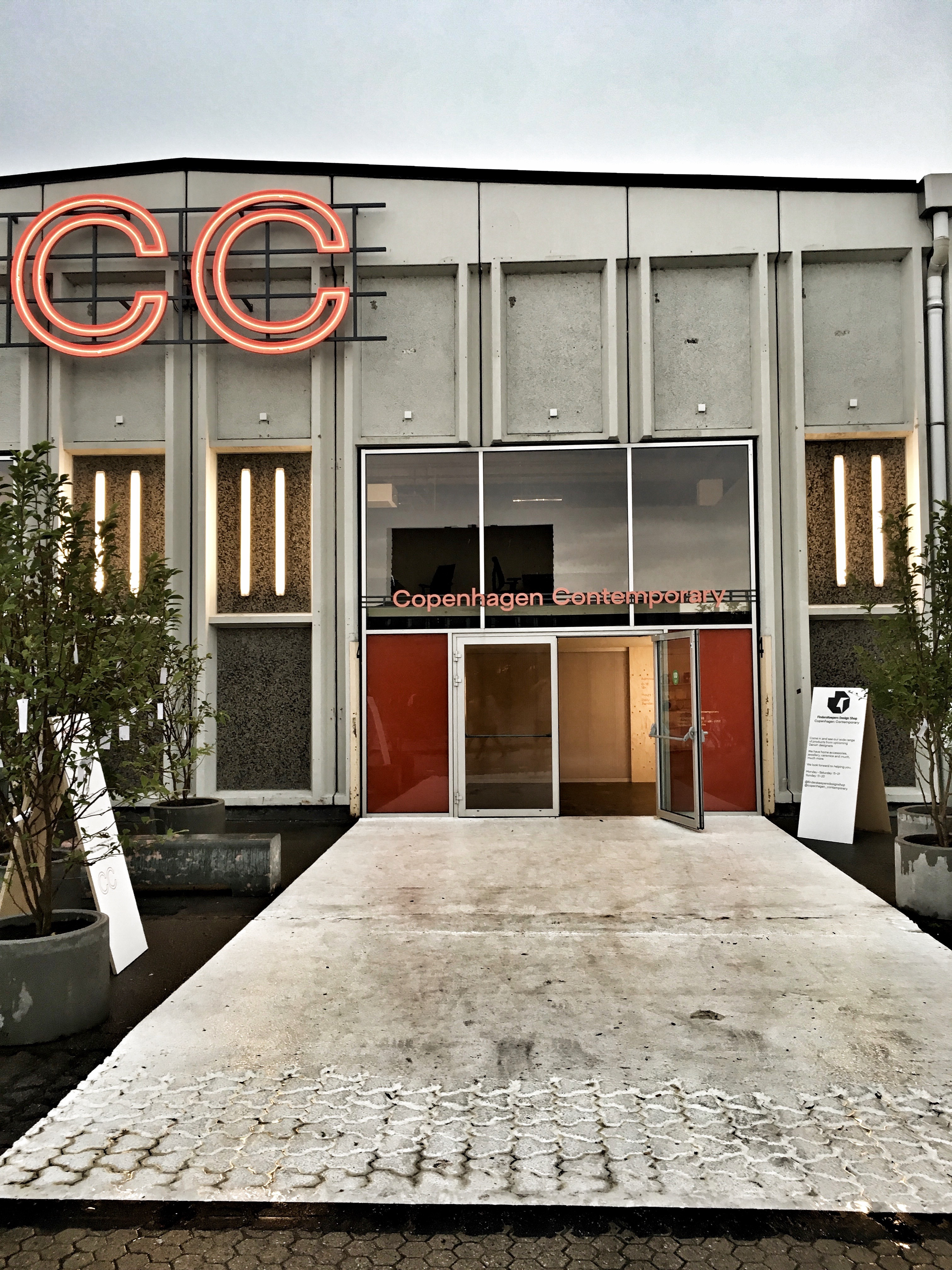
Copenhagen Contemporary på Papirøen 2016

Copenhagen Contemporary är en privat dansk konsthall för samtida konst i Köpenhamn.
Copenhagen Contemporary öppnade i juni 2016 i en knappt 3 400 m² stor lokal på Papirøen i Köpenhamn och bedrevs där som en 18 månaders experimentverksamhet. Konsthallen återöppnade 2018 på Refshaleøen. Den är inrymd i det nedlagda skeppsvarvet Burmeister & Wains tidigare svetshall. Lokalerna är på 7 000 m².